# Edvard Tigerstedt
Edvard Severin Tigerstedt, född 4 december 1858 i Sudsja, guvernementet Kursk, död 20 juli 1911 (under resa) på Näsby i Tumba socken, Sverige, var en finländsk historiker och militär. 
Tigerstedt anses tack vare sin vederhäftighet och sin grundlighet som en av Finlands bästa personhistoriker och genealoger. År 1902 blev han överstelöjtnant. Edvard Tigerstedt är begravd på Botkyrka kyrkogård.